# Gaisensha

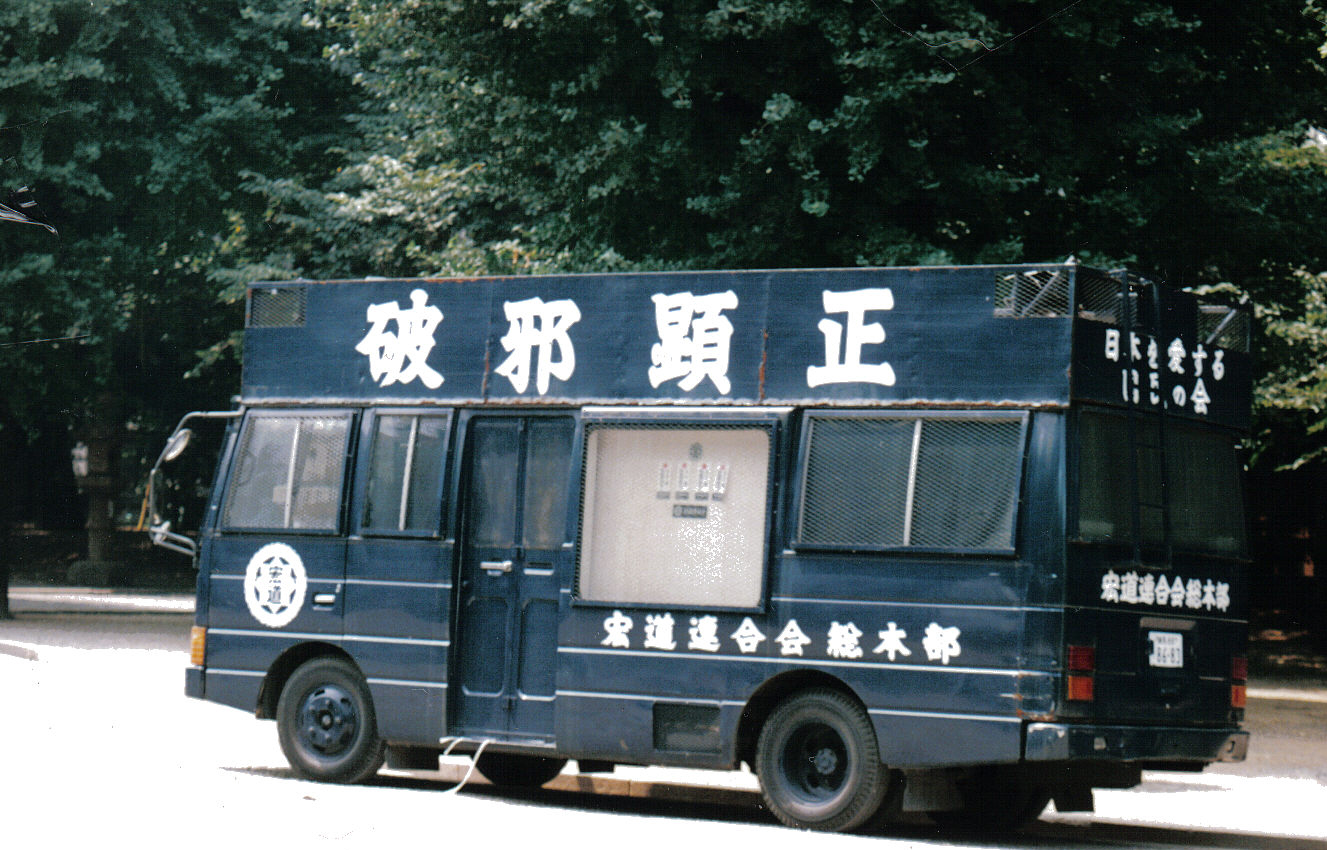
Gaisensha

Gaisensha (jap. 街宣車) – w Japonii samochód wykorzystywany w celach propagandowych lub też do promocji towarów i usług. Skrót utworzony od słowa gaitōsendensha (jap. 街頭宣伝車). Zwany również gaisen car (jap. 街宣カー gaisen kā). Pojazdy tego typu są w Japonii zwolnione od większości opłat podatkowych.

## Typy gaisensha

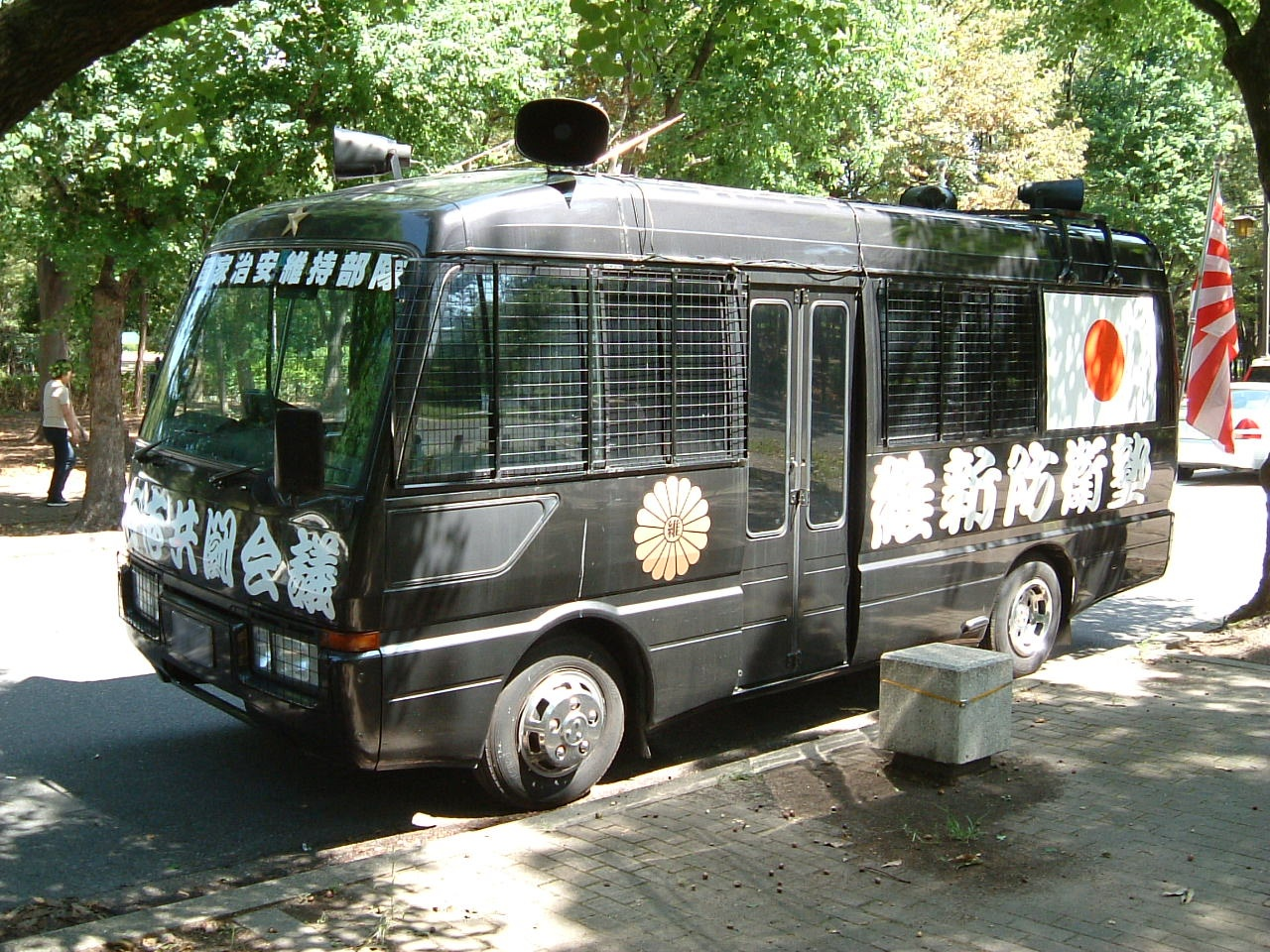
Uyoku gaisensha

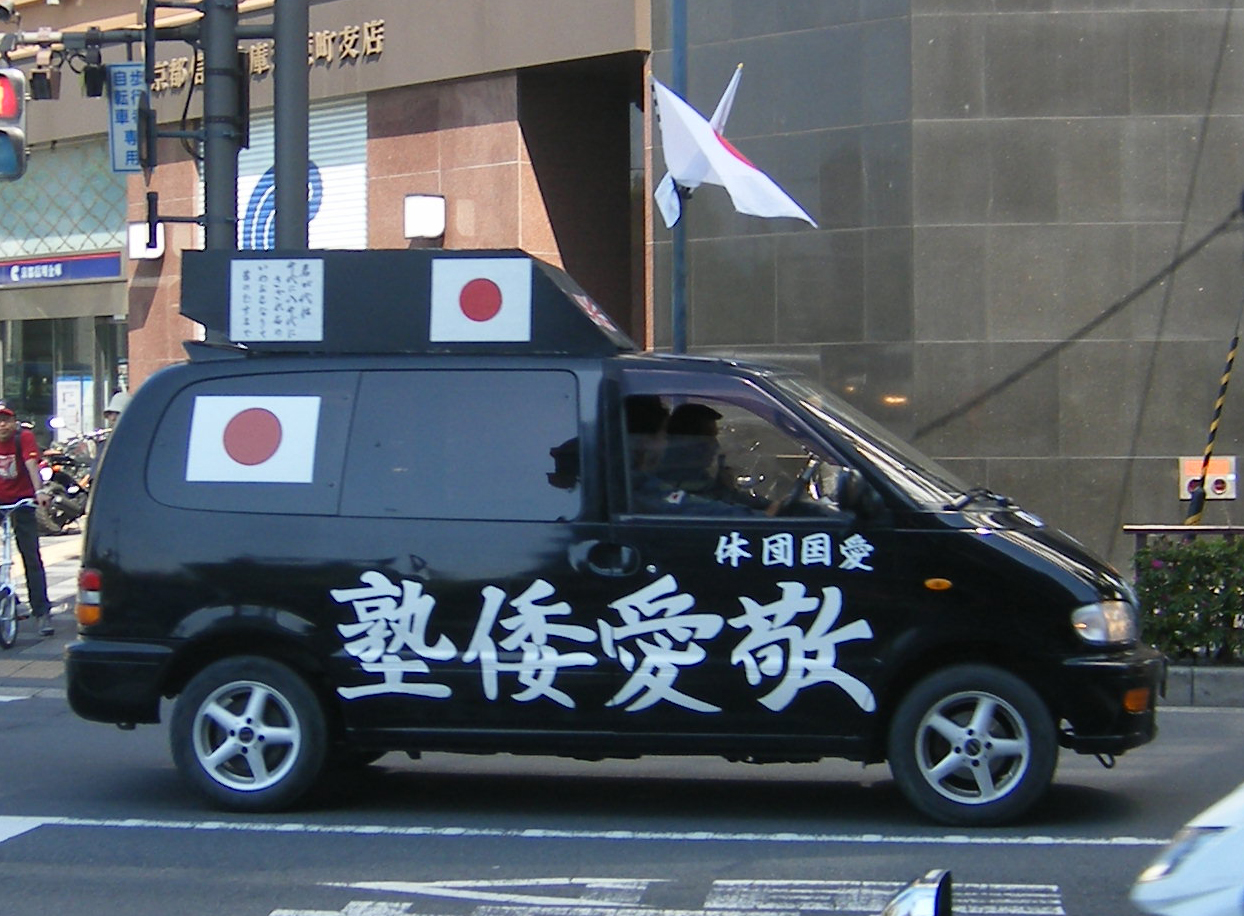
Uyoku gaisensha

### Uyoku gaisensha
Nazwa uyoku gaisensha (jap. 右翼街宣車) pochodzi od zbiorczej nazwy różnych ugrupowań japońskich nacjonalistów - Uyoku Dantai (jap. 右翼団体 Stowarzyszenia Prawego Skrzydła). Uyoku Dantai głoszą przy ich pomocy własne poglądy społeczności Japonii. Po raz pierwszy zostały wykorzystane przez Bin Akao. Występują w barwach czarnej, khaki lub ciemnozielonej albo białej. Oznaczone są flagami Japonii oraz złocistym herbem cesarskim aby wyrazić szacunek dla cesarza. Część pojazdów wyposażona jest w czerwone lampy sygnalizacyjno-ostrzegawcze.
Charakterystycznymi utworami muzycznymi towarzyszącymi głoszonym poglądom były pieśni wojskowe jak: Dōki no Sakura (jap. 同期の桜), Getsu Getsu Kasuimoku Kin Kin (jap. 月月火水木金金), Shussei Heishi wo Okuru Uta (jap. 出征兵士を送る歌). Dziś ich miejsce zastąpiły piosenki zapożyczone z anime takich jak Gundam, Space Battleship Yamato czy Star of the Giants. Ostatnimi czasy pojawiają się pojazdy emitujące muzykę enka.
Wiele wykorzystywanych pojazdów to zmodyfikowane używane busy turystyczne. Z powodu wprowadzenia w 2002 regulacji dotyczącej emisji spalin (NOx Law) pojazdy te nie mają wstępu do centrum Tokio oraz do centrów niektórych większych miast w Japonii. W związku z tym ograniczeniem pojawia się tendencja do wykorzystywania mniejszych pojazdów, głównie Toyota Hiace, Nissan Caravan, Toyota Land Cruiser czy Mitsubishi Pajero. Stowarzyszenia modernizują także relatywnie tańsze nowe mikrobusy.
Można spotkać się także z samochodami wykorzystywanymi przez Sayoku Dantai (jap. 左翼団体 Stowarzyszenia Lewego Skrzydła), lecz ugrupowania te preferują piesze demonstracje. Ich pojazdy mają barwę białą lub kości słoniowej.

### Senkyo'undōsha
Senkyo'undōsha (jap. 選挙運動車) prowadzą działalność jedynie w okresie kampanii wyborczej na stanowiska publiczne. Zazwyczaj są to zmodernizowane używane busy. Na dachach pojazdów zaparkowanych najczęściej przed dworcem lub też w zatłoczonych dzielnicach stoją kandydaci do objęcia stanowisk w wyborach i wygłaszają przemówienia. Godziny ich aktywności oraz regulacje odnośnie do treści przemówień znajdują się w Prawie o Wyborach na Stanowiska Publiczne (jap. 公職選挙法 Kōshoku Senkyohō). Podczas gdy pojazd jest w ruchu dozwolone jest jedynie emitowanie przez głośniki nazwiska kandydata oraz jego przynależności partyjnej.

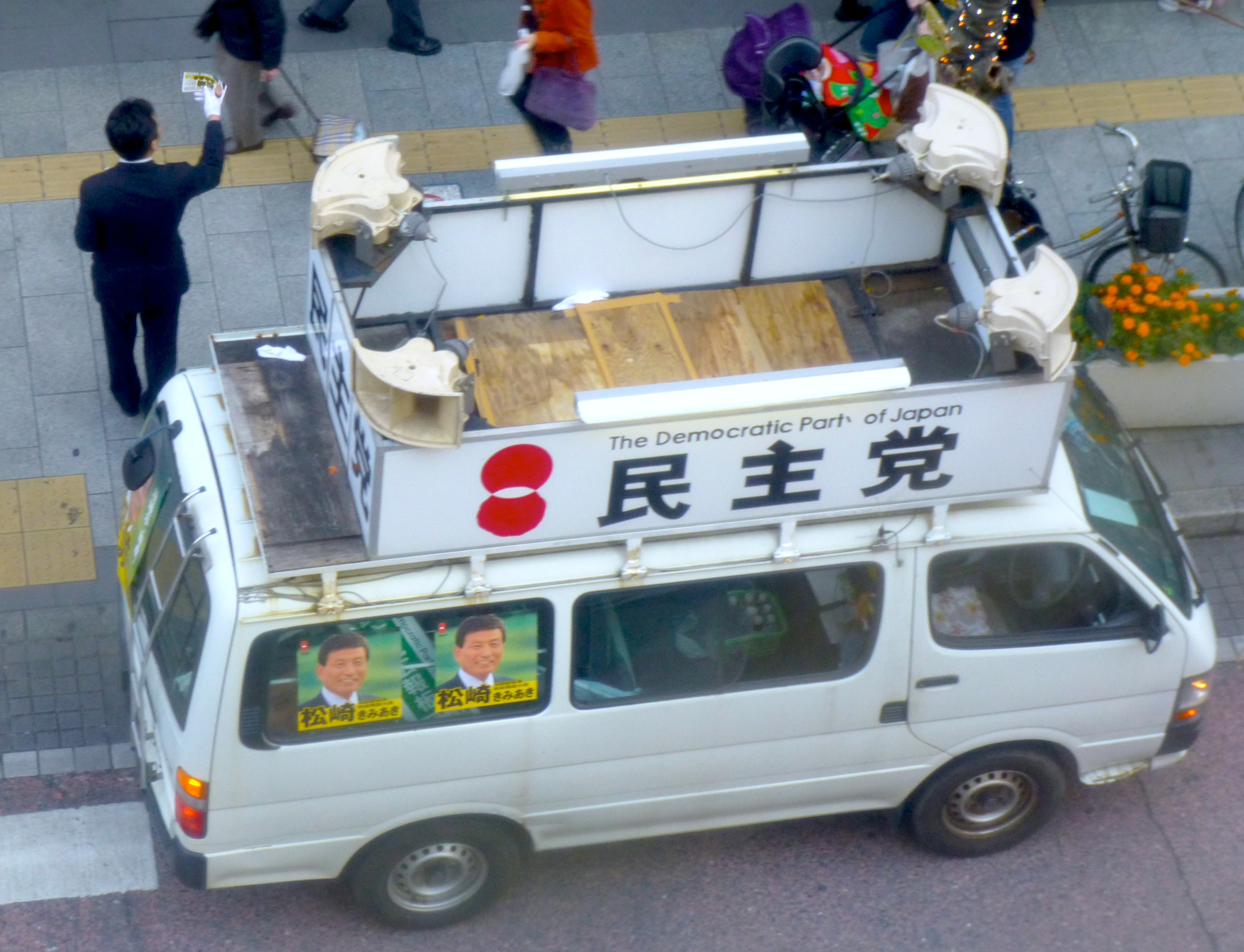
Senkyo'undōsha

Wiele partii politycznych, związków zawodowych i grup przeprowadzających ruch społeczny nie przestrzega regulacji prawnych związanych z wykorzystaniem gaisensha co prowadzi do częstych zatrzymań przez funkcjonariuszy policji.

### Senden Car

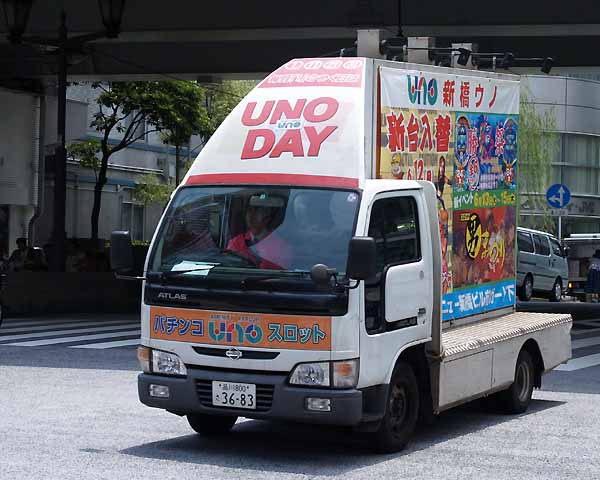
Senden Car

Senden Car (jap. 宣伝カー Senden Kā) to pojazdy wykorzystywane do promocji produktów, salonów pachinko, sex shopów i lokali oferujących usługi seksualne (jap. 風俗店 fūzokuten), cyrków, wydarzeń w świecie wrestlingu i koncertów. Są to busy z karoserią pokrytą reklamami, czasami dodatkowo mają pozawieszane papier-mâché (jap. 張り子 hariko) oferowanych produktów. Przez głośniki emitują treści reklamowe oraz muzykę. Zazwyczaj występują jedynie w Central Business District.

### Lista wyspecjalizowanychgaisensha
- AD-Wagen (Fresa Co. Ltd)
- ADMAX (ADMAX Co. Ltd)
- AD CREWZA (mastamaxus Co. Ltd)
- babys (Broadmagazine Co. Ltd)
- Ryouma (Ryouma Co. Ltd)
- Hikaru Senden Car (jap. 光る宣伝カー Hikaru Senden Kā; Hiro Kyūbin Co., Ltd.)
- Sign Track (Epoch Lead JAPAN CO.,LTD.)
- Add Track (M2Brain Corp.)

## Wymagania konstrukcyjne
W latach dziewięćdziesiątych XX wieku gwałtownie wzrosła liczba nielegalnych pojazdów, których właściciele aby uzyskać ulgę w podatkach i składkach ubezpieczenia, zarejestrowali je jako gaisensha. Według Japońskiego Ministerstwa do Spraw Infrastruktury, Transportu i Turystyki (jap. 国土交通省 Kokudo Kōtsū Shō; w skrócie MLIT) wzrost liczby zarejestrowanych pojazdów kształtuje się następująco:
- Liczba zarejestrowanych gaisensha: około 4 600 (1991) → około 65 500 (2000)
- Liczba zarejestrowanych samochodów będących własnością firmy: 200 (1991) → 20 000 (2000)

W wyniku tego w roku 2001 uległy zaostrzeniu wymagania konstrukcyjne stawiane przed samochodami kempingowymi, gaisensha, oraz samochodami będącymi własnością firmy.

### Pojazdy emitujące informacje dźwiękowe
- Wewnątrz pojazdu powinny znajdować się urządzenia służące do emisji dźwięku: mikser, wzmacniacz oraz mikrofon. Wymagana jest umiejętność obsługi wymienionych urządzeń.
- Powinno być zapewnione siedzenie dla osoby mówiącej przez mikrofon. Siedzisko powinno znajdować się na wysokości powyżej 1,2 metra od podłogi pojazdu.
- Na zewnątrz pojazdu muszą być zamontowane głośniki.
- Dach pojazdu powinien być przystosowany do wygłaszania na nim przemówień.
- Wewnątrz pojazdu powinna być zarezerwowana wolna przestrzeń na materiały wykorzystywane przy prowadzeniu działalności (broszury, nobori, sztandary itp.)

### Pojazdy wyświetlające filmy promocyjne
- Na zewnątrz tylnej części pojazdu powinny znajdować się ekrany służące do wyświetlania filmów promocyjnych. Powierzchnia ekranu powinna wynosić minimum 2 metry kwadratowe.
- Wewnątrz pojazdu powinny znajdować się urządzenia służące do odtwarzania materiałów wideo (magnetowid, odtwarzacz DVD), monitor do podglądu wyświetlanych materiałów oraz odpowiednie urządzenie zapewniające zasilanie całej instalacji.